# 윌리엄 커셔
윌리엄 커셔(William Kircher, 1958년 5월 23일 ~ )는 뉴질랜드의 배우이다.